# Dukeobelus bulbaceus
Dukeobelus bulbaceus är en insektsart som beskrevs av William Lucas Distant. Dukeobelus bulbaceus ingår i släktet Dukeobelus och familjen hornstritar. Inga underarter finns listade i Catalogue of Life.